# Stagetillus
Stagetillus is een geslacht van spinnen uit de familie springspinnen (Salticidae).

## Soorten
De volgende soorten zijn bij het geslacht ingedeeld:
- Stagetillus elegans (Reimoser, 1927)
- Stagetillus opaciceps Simon, 1885
- Stagetillus semiostrinus (Simon, 1901)
- Stagetillus taprobanicus (Simon, 1902)